# Ярославська губернія
Ярославська губернія — історична адміністративно-територіальна одиниця Російської імперії. Адміністративний центр — місто Ярославль.

## Повіти
| №  | Повіт                   | Повітове місто        | Площа, км² | Населення (1897), тис. чол. | Густота населення (1897), осіб на км² |
| -- | ----------------------- | --------------------- | ---------- | --------------------------- | ------------------------------------- |
| 1  | Даниловський            | Данилов               | 2145,3     | 73,350                      | 34,2                                  |
| 2  | Любимський              | Любим                 | 3111,6     | 73,580                      | 23,6                                  |
| 3  | Мологський              | Молога                | 5049,7     | 134,105                     | 26,6                                  |
| 4  | Мишкінський             | Мишкін                | 2462,8     | 98,684                      | 40,1                                  |
| 5  | Пошехонський            | Пошехонь              | 5956,8     | 114,369                     | 19,2                                  |
| 6  | Романов-Борисоглібський | Романов-Борисоглібськ | 3001,5     | 74,055                      | 24,7                                  |
| 7  | Ростовський             | Ростов                | 4261,4     | 149,616                     | 35,1                                  |
| 8  | Рибинський              | Рибинськ              | 2690,9     | 90,747                      | 33,7                                  |
| 9  | Углицький               | Углич                 | 3457,3     | 94,336                      | 27,3                                  |
| 10 | Ярославський            | Ярославль             | 3412,0     | 136,415                     | 40,0                                  |